# Furusjön, Hälsingland
Furusjön är en sjö i Ljusdals kommun i Hälsingland och ingår i Ljusnans huvudavrinningsområde. Sjön är 11,2 meter djup, har en yta på 0,164 kvadratkilometer och är belägen 220,1 meter över havet.

## Delavrinningsområde
Furusjön ingår i det delavrinningsområde (684314-149877) som SMHI kallar för Utloppet av Furusjön. Medelhöjden är 274 meter över havet och ytan är 1,64 kvadratkilometer. Det finns ett avrinningsområde uppströms, och räknas det in blir den ackumulerade arean 14,39 kvadratkilometer. Vattendraget som avvattnar avrinningsområdet har biflödesordning 4, vilket innebär att vattnet flödar genom totalt 4 vattendrag innan det når havet efter 150 kilometer. Avrinningsområdet består mestadels av skog (75 procent). Avrinningsområdet har 0,16 kvadratkilometer vattenytor vilket ger det en sjöprocent på 9,9 procent.